# Tem Hansen
Tem Willemoes Thordan Hansen (* 18. Januar 1984 in Vallø Kommune, Dänemark) ist ein ehemaliger färöischer Fußballspieler auf der Position eines zentralen Mittelfeldspielers, welcher auch für die Nationalmannschaft zum Einsatz kam.

## Vereine
Hansen begann seine Karriere bei AIK 65 Ströby, einen kleinen Verein in Dänemark. Später kam er über die Jugendmannschaft von Køge BK zu B.93 Kopenhagen, wo er 2002 in die erste Mannschaft geholt wurde. In seiner ersten Saison spielte Hansen sechs Mal in der zweiten Liga und erreichte in beiden Saisons den Klassenerhalt. 2004 wechselte er zum Erstligisten Brøndby IF. Der Klub wurde Vizemeister, jedoch kam Hansen auf keinen einzigen Einsatz und wurde daraufhin an Fremad Amager verkauft.
Dort spielte er von 2005 bis 2007 in der zweithöchsten dänischen Spielklasse 71 Mal und erzielte vier Tore. 2007 wechselte er zu Lyngby BK wiederum in die höchste dänische Spielklasse. Sein Debüt gab er am elften Spieltag beim Auswärtsspiel gegen den FC Kopenhagen. Bei der 0:2-Niederlage wurde er in der 85. Minute für Nicolai Melchiorsen eingewechselt. Sein erstes Tor erzielte er am 26. Spieltag beim 2:2-Unentschieden gegen Brøndby IF, Hansen traf im Heimspiel zur 2:1-Führung. Insgesamt kam er auf zwölf Einsätze und konnte hierbei den Abstieg als Letzter, elf Punkte entfernt vom rettenden Ufer, nicht verhindern. Er spielte dort auch mit seinem Landsmann Christian Holst, welcher ebenfalls in Dänemark geboren wurde, zusammen. In der zweitklassigen 1. Division kam er auf drei weitere Einsätze.
Von Anfang 2008 bis Ende 2009 spielte Hansen bei BK Søllerød-Vedbæk in der 2. Division Ost, der dritthöchsten dänischen Spielklasse. 2010 war er vereinslos und beendete seine Karriere.

## Nationalmannschaft
Zunächst lief Hansen für die dänische U-19 in zwei Länderspielen auf, ehe er sich für die Färöer entschied. Insgesamt spielte er drei Mal für die färöische Nationalmannschaft. Sein Debüt gab er beim Qualifikationsspiel zur EM 2008 gegen die Ukraine am 24. März 2007. Das Spiel in Toftir endete 0:2, der Mittelfeldspieler wurde in der 74. Minute für Súni Olsen eingewechselt. Sein bisher letzter Einsatz war im Freundschaftsspiel gegen Estland am 4. Juni 2008 in Tallinn. Bei der 3:4-Niederlage befand sich Hansen in der Startelf und wurde in der 61. Minute beim Stand von 0:3 gegen Høgni Madsen ausgewechselt.